# Mikołaj Wodziński
Mikołaj Wodziński herbu Jastrzębiec – stolnik brzeskokujawski w latach 1773–1775, podczaszy brzeskokujawski w latach 1765–1772, miecznik brzeskokujawski w latach 1750–1765, sędzia grodzki kruszwicki.
W 1764 roku wybrany sędzią kapturowym województwa brzeskokujawskiego. Był elektorem Stanisława Augusta Poniatowskiego w 1764 roku z województwa brzeskokujawskiego.